# Куклев, Михаил Игоревич
Михаи́л И́горевич Ку́клев (род. 24 августа 1982, Москва) — российский хоккеист, защитник. Выступает в чемпионате Словацкой первой лиги за команду «Орин Детва».

## Биография
Михаил Игоревич Куклев родился 24 августа 1982 года в городе Москве.
Начал свою профессиональную карьеру в 2000 году в клубе Высшей лиги ТХК, выступая до этого за фарм-клуб московского «Динамо». В Высшей лиге Михаил выступал до 2007 года, за исключением 35 матчей в сезоне 2006/07, когда он играл в Суперлиге за новокузнецкий «Металлург». За это время он становился игроком самарского ЦСК ВВС, лениногорского «Нефтяника» и курганского «Зауралья».
С 2007 по 2010 год Куклев был игроком череповецкой «Северстали». 13 сентября 2010 года Михаил перешёл в клуб Высшей лиги «Крылья Советов». 22 ноября 2010 года Куклев вернулся в новокузнецкий «Металлург», в составе которого за остаток сезона провёл 11 матчей, в которых не набрал ни одного очка. 3 мая 2011 года Михаил продлил своё соглашение с новокузнечанами ещё на 2 года, став ассистентом капитана Сергея Брылина.
С 2017 года выступает на чемпионате Словацкой первой лиги за команду «Орин Детва».

## Статистика
| Легенда | Легенда                    | Легенда | Легенда                   | Легенда | Легенда    |
| ------- | -------------------------- | ------- | ------------------------- | ------- | ---------- |
| И       | Количество проведённых игр | Штр     | Штрафное время            | +/−     | Плюс-минус |
| Г       | Голы                       | П       | Голевые передачи          | О       | Очки       |
| -       | Статистика неизвестна      | —       | Статистика не учитывалась |         |            |

### Клубная карьера
- a В «Плей-офф» учитывается статистика игрока в Кубке Надежды.